# Vonones I
Vonones I, död 19 e.Kr., var regerande kung av Partien 8–12, och Armenien mellan 12 och 18 e.Kr. 